# Biálgebra
En matemáticas, una biálgebra sobre un cuerpo K es un espacio vectorial sobre K que es un álgebra asociativa unitaria y una coálgebra. Las estructuras algebraica y coalgebraica deberán cumplir varios axiomas para decirse compatibles. En particular, la comultiplicación y la counidad deben ser ambos homomorfismos de álgebras o, equivalentemente, la multiplicación y la unidad del álgebra deben ser morfismos de la coálgebra (ambas condiciones son equivalentes ya que están expresadas por el mismo diagrama conmutativo).
Las biálgebras similares están relacionadas por homomorfismos de biálgebras. Un homomorfismo de biálgebras es una aplicación lineal que es al mismo tiempo homomorfismo de álgebras y homomorfismo de coálgebras.
Como se refleja en la simetría de los diagramas conmutativos, la definición de biálgebras es autodual, de forma que si se define un dual de B (lo cual es siempre posible si B es de dimensión finita), entonces es automáticamente una biálgebra

## Definición formal
(B, ∇, η, Δ, ε)  es una biálgebra sobre K si tiene las siguientes propiedades:
- B es un espacio vectorial sobre K;
- existen aplicaciones K-lineales (multiplicación) ∇: B ⊗ B → B (o, equivalentemente, aplicaciones K-multilineales ∇: B × B → B) y una unidad η: K → B, tales que (B, ∇, η) es un álgebra asociativa unitaria;
- existen aplicaciones K-lineales (comultiplicación) Δ: B → B ⊗ B y counidad ε: B → K, tales que (B, Δ, ε) es una coálgebra coasociativa counitaria;
- condiciones de compatibilidad expresadas por los siguientes diagramas conmutativos:

1. Multiplicación ∇ y comultiplicación Δ[1]

donde τ: B ⊗ B → B ⊗ B es la aplicación lineal definida por τ(x ⊗ y) = y ⊗ x para todo x e y en B,
2. Multiplicación ∇ y counidad ε
3. Comultiplicación Δ y unidad η[2]
4. Unidad η y counidad ε

## Coasociatividad y counidad
The aplicación K-lineal Δ: B → B ⊗ B es coasociativa si {\displaystyle (\mathrm {id} _{B}\otimes \Delta )\circ \Delta =(\Delta \otimes \mathrm {id} _{B})\circ \Delta }.
La aplicación K-lineal ε: B → K es una counidad si {\displaystyle (\mathrm {id} _{B}\otimes \epsilon )\circ \Delta =\mathrm {id} _{B}=(\epsilon \otimes \mathrm {id} _{B})\circ \Delta }.
La coasociatividad y la counidad están expresadas por la conmutatividad de los siguientes dos diagramas (que son los duales de los diagramas que expresan asociatividad y unidad en un álgebra).

## Condiciones de compatibilidad
Los cuatro diagramas conmutativos se pueden leer también como «la comultiplicación y la counidad son homomorfismos de álgebras» o, equivalentemente, «la multiplicación y la unidad son homomorfismos de coálgebras».
Estas afirmaciones toman significado dadas las estructuras naturales de álgebra y coálgebra en todos los espacios vectoriales involucrados ya que B: (K, ∇0, η0) es un álgebra asociativa unitaria de forma trivial y (B ⊗ B, ∇2, η2) es un álgebra asociativa unitaria con unidad y multiplicación
{\displaystyle \eta _{2}:=(\eta \otimes \eta ):K\otimes K\equiv K\to (B\otimes B)}
{\displaystyle \nabla _{2}:=(\nabla \otimes \nabla )\circ (id\otimes \tau \otimes id):(B\otimes B)\otimes (B\otimes B)\to (B\otimes B)},
de forma que {\displaystyle \nabla _{2}((x_{1}\otimes x_{2})\otimes (y_{1}\otimes y_{2}))=\nabla (x_{1}\otimes y_{1})\otimes \nabla (x_{2}\otimes y_{2})}u omitiendo ∇ y escribiendo la multiplicación como yuxtaposición, {\displaystyle (x_{1}\otimes x_{2})(y_{1}\otimes y_{2})=x_{1}y_{1}\otimes x_{2}y_{2}};
análogamente, (K, Δ0, ε0) es una coálgebra de forma trivial y B ⊗ B es una coálgebra con counidad y comultiplicación
{\displaystyle \epsilon _{2}:=(\epsilon \otimes \epsilon ):(B\otimes B)\to K\otimes K\equiv K}
{\displaystyle \Delta _{2}:=(id\otimes \tau \otimes id)\circ (\Delta \otimes \Delta ):(B\otimes B)\to (B\otimes B)\otimes (B\otimes B)}.
Así, los diagramas 1 y 3 afirman que Δ: B → B ⊗ B es un homomorfismos entre las álgebras asociativas unitarias  (B, ∇, η) y (B ⊗ B, ∇2, η2)
{\displaystyle \Delta \circ \nabla =\nabla _{2}\circ (\Delta \otimes \Delta ):(B\otimes B)\to (B\otimes B)}, o simplemente Δ(xy) = Δ(x) Δ(y),
{\displaystyle \Delta \circ \eta =\eta _{2}:K\to (B\otimes B)}, o simplemente  Δ(1B) = 1B ⊗ B;
los diagramas 2 y 4 afirman que ε: B → K es un homomorfismo entre las álgebras asociativas unitarias  (B, ∇, η) y (K, ∇0, η0):
{\displaystyle \epsilon \circ \nabla =\nabla _{0}\circ (\epsilon \otimes \epsilon ):(B\otimes B)\to K}, o simplemente ε(xy) = ε(x) ε(y)
{\displaystyle \epsilon \circ \eta =\eta _{0}:K\to K}, o simplemente  ε(1B) = 1K.
Equivalentemente, los diagramas 1 y 2 afirman que ∇: B ⊗ B → B es un homomorfismo entre las coálgebras coasiciativas counitarias (B ⊗ B, Δ2, ε2) y (B, Δ, ε):
{\displaystyle \nabla \otimes \nabla \circ \Delta _{2}=\Delta \circ \nabla :(B\otimes B)\to (B\otimes B),}
{\displaystyle \nabla _{0}\circ \epsilon _{2}=\epsilon \circ \nabla :(B\otimes B)\to K};
y los diagramas 3 y 4 afirman que η: K → B es un homomorfismo entre las coálgebras coasociativas counitarias (K, Δ0, ε0) y (B, Δ, ε):
{\displaystyle \eta _{2}\circ \Delta _{0}=\Delta \circ \eta :K\to (B\otimes B),}
{\displaystyle \eta _{0}\circ \epsilon _{0}=\epsilon \circ \eta :K\to K}.

## Ejemplos

### Biálgebra de grupo
Un ejemplo de biálgebra es el conjunto de funciones de un grupo G (o, de forma más general, de cualquier monoide) en {\displaystyle \mathbb {R} }, que podemos representar como un espacio vectorial {\displaystyle \mathbb {R} ^{G}}consistente en las combinaciones lineales finitas de vectores base eg para cada g ∈ G, lo que representaría una distribución de probabilidad sobre G en el caso de vectores cuyos coeficientes son todos no negativos y suman 1. Un ejemplo de operadores de comultiplicación y counidades que llevan a una coálgebra counital son
{\displaystyle \Delta (\mathbf {e} _{g})=\mathbf {e} _{g}\otimes \mathbf {e} _{g}\,,}
lo que representa una copia de una variable aleatoria (que se puede extender a {\displaystyle \mathbb {R} ^{G}}por linealidad), y
{\displaystyle \varepsilon (\mathbf {e} _{g})=1\,,}
(de nuevo extendido linealmente a todo {\displaystyle \mathbb {R} ^{G}}) lo que representa la traza de una variable aleatoria (esto es, olvidar el valor de una variable aleatoria, representada por un único factor tensorial, para obtener una distribución marginal sobre las variables restantes, los factores tensoriales restantes). Dada la interpretación de (Δ,ε) en términos de distribuciones de probabilidad anterior, las condiciones de consistencia de biálgebra, dadas como condiciones sobre (∇,η), son las siguientes:
1. η es un operador que prepara una distribución de probabilidad normalizada independiente de las demás variables aleatorias;
2. El producto ∇ lleva una distribución de probabilidad en dos variables a una distribución de probabilidad en una variable;
3. Copiar una variable aleatoria en la distribución dada por η es equivalente a tener dos variables aleatorias independientes en la distribución η;
4. Tomar el producto de dos variables aleatorias y preparar una copia de la variable aleatoria resultante tiene la misma distribución que preparar copias de cada variable aleatoria independientemente y multiplicarlas por pares.

Un par (∇,η) que satisface estas condiciones es el operador de convolución
{\displaystyle \nabla {\bigl (}\mathbf {e} _{g}\otimes \mathbf {e} _{h}{\bigr )}=\mathbf {e} _{gh}\,,}
de nuevo extendido a todo {\displaystyle \mathbb {R} ^{G}\otimes \mathbb {R} ^{G}}por linealidad; esto produce una distribución de probabilidad normalizada de una distribución sobre dos variables aleatorias, y tiene como unidad la distribución delta {\displaystyle \eta =\mathbf {e} _{i}\;,}donde i ∈ G denota el elemento identidad del grupo G.

### Otros ejemplos
Otro ejemplo de biálgebra es el álgebra tensorial, que puede convertirse en biálgebra añadiendo una comultiplicación y una counidad adecuadas.
En ocasiones se puede extender las biálgebras en álgebras de Hopf, si se puede encontrar una antípoda apropiada. Así, todas las álgebras de Hopf son ejemplos de biálgebras. Estructuras similares con diferentes condiciones de compatibilidad sobre la multiplicación y la comultiplicación, o diferentes tipos de estas, incluyen las biálgebras de Lie y las álgebras de Frobenius.